# Essex
|  | Per a altres significats, vegeu «Essex (desambiguació)». |

Essex (pronunciat /ˈɛsᵻks/) és un comtat de la regió Est d'Anglaterra. Limita amb els comtats del Gran Londres, Hertfordshire, Cambridgeshire, Suffolk i Kent. El riu Tàmesi, el Stour, el Lea, el Stort i la mar del Nord són fronteres naturals.
El seu nom és herència del Regne d'Essex, anterior a l'existència d'Anglaterra. Aquest és un comtat de tipus comtat cerimonial, que inclou dos districtes del tipus autoritat unitària: Southend-on-Sea i Thurrock, la resta del territori està dividit en parròquies civils. Entre les seves poblacions n'hi ha que estan tan properes a Londres que, per a alguns estudis estadístics, són considerades part de la seva àrea metropolitana, ciutats de recent creació com Basildon i Harlow, viles portuàries com Tilbury, centres vacacionals a la costa com Southend-on-Sea i molts pobles d'estil rural. El punt fort d'aquest comtat són les seves comunicacions i mitjans de transport, fins i tot hi ha un aeroport anomenat London Stansted. El punt fluix és tenir algunes de les zones més deprimides econòmicament de tot l'estat.

## Geografia

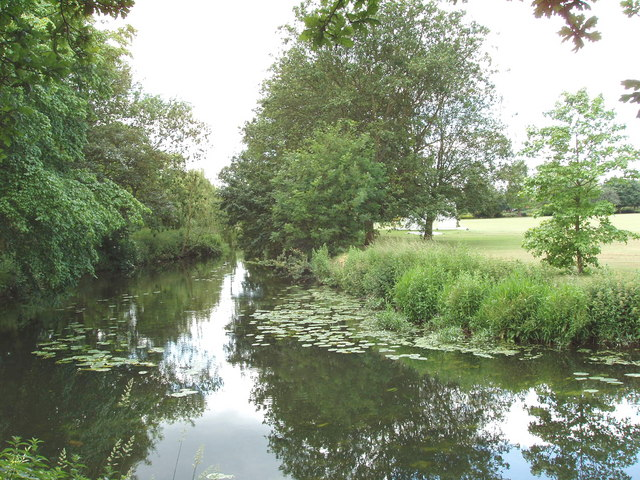
Riu Colne passant per Colchester, que sovint causa inundacions.

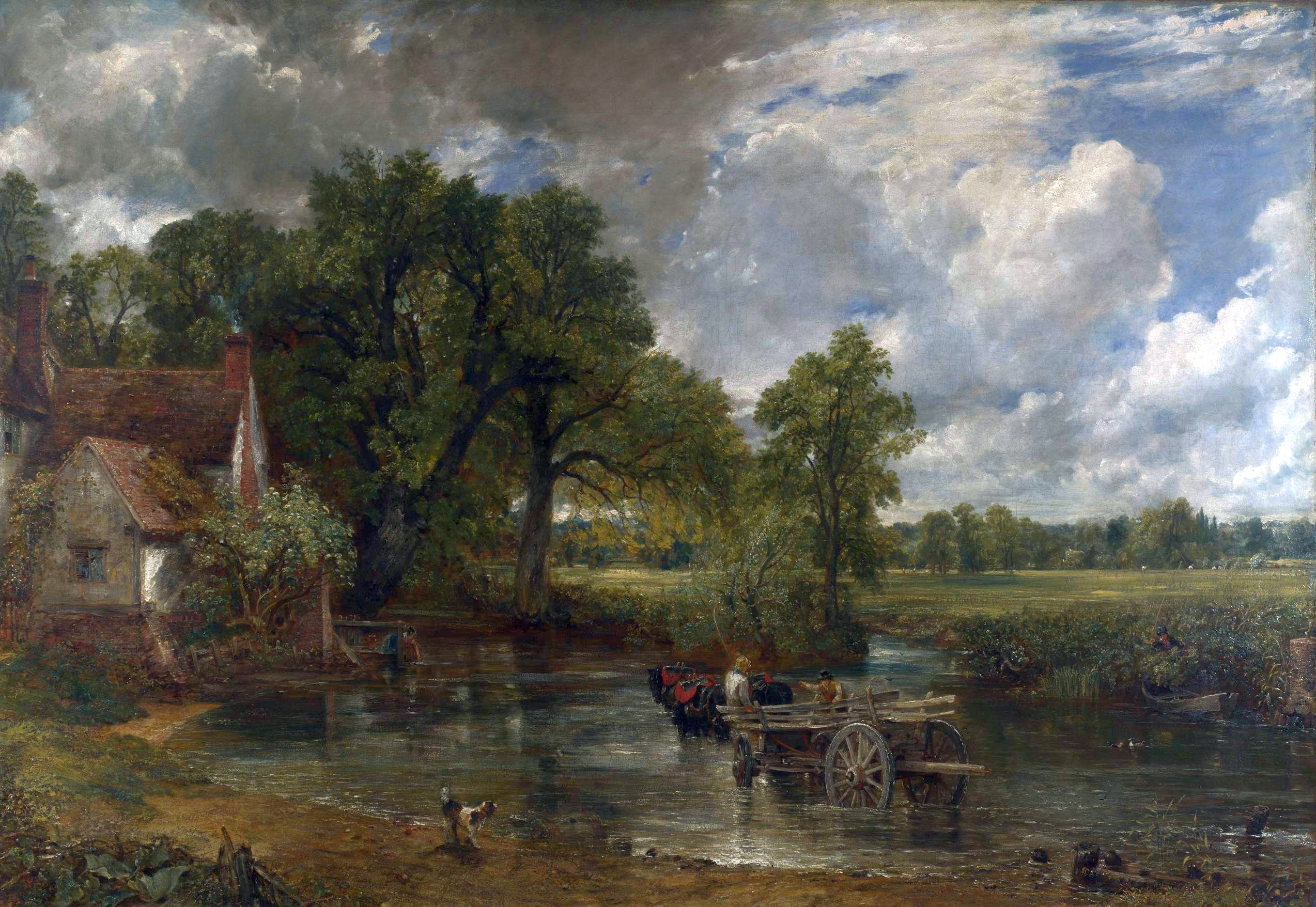
El Hay Wain, pintura de John Constable que mostra el paisatge d'Essex.

El comtat cerimonial d'Essex limita al sud amb el riu Tàmesi i el seu estuari (frontera compartida amb Kent); al sud-oest limita amb el comtat del Gran Londres; a l'oest amb Hertfordshire amb els rius Lea i Stort marcant el límit; al nord-oest amb Cambridgeshire; al nord amb Suffolk, una frontera definida en gran part pel riu Stour; i a l'est amb la mar del Nord. El punt més elevat del comtat d'Essex és Chrishall Common, proper a la frontera amb Hertfordshire, i assoleix 147 m; però el territori és generalment baix i té zones propenses a inundar-se, per exemple els prats de Baddow (Baddow Meads) i Vall del Chelmer, a Chelmsford. Epping Forest és una àrea natural protegida de 2.476 hectàrees, el que en resta d'un antic bosc, el qual marca la frontera amb el Gran Londres, declarada també d'especial interès científic.Una altra reserva natural és la de Haningfield.
Des del punt de vista geològic, Essex és un territori que consisteix en sediments marins generats durant el Cenozoic i acumulats durant el Paleogen i el Neogen, tapats per dipòsits més superficials del període Quaternari. La roca més antiga que es pot trobar en aquest paisatge és la creta, localitzada al nord-est, en la rodalia de Saffron Walden i fins a Sudbury, cap a l'est, o fins a Bishop's Stortford, cap al sud. Hi ha roques ígnies soterrades que formen part de l'extrem del microcarató dels Midlands, una franja que va en direcció NO-SE amagada pel subsòl d'Essex, just per sota de Basildon i Bishop's Stortford. Essex està damunt de l'eix d'un massís que ocupa Gal·les-Londres-Brabant (també dit massís anglobrabant o Terra de sant Jordi), una zona que va emergir durant el Carbonífer. La til·lita formada duran la glaciació Ànglia (esdevinguda a mitjan Plistocè) es troba molt estesa per tota la contrada i especialment cap al nord, en una línia irregular que va des de Brentwood passant per Chelmsford fins a Colchester. Aquesta àrea no va estar sotmesa al gel durant la més recent glaciació Devensiana. Hi ha llengües de sorra glacial i de grava al sud de Colchester i a l'est de Chelmsford, però també es poden veure a les valls dels rius Brain, Ter, Pant, Stour i Blackwater. Al llarg de la costa hi ha àrees extenses d'al·luvions marins, acumulats sobretot a l'estuari, al voltant de l'illa Foulness i de l'illa Canvey. Hi ha terrasses de depòsits fluvials al voltant de la vall del Blackwater i a les viles de Burnham-on-Crouch, Southend-on-Sea i Grays.

## Història

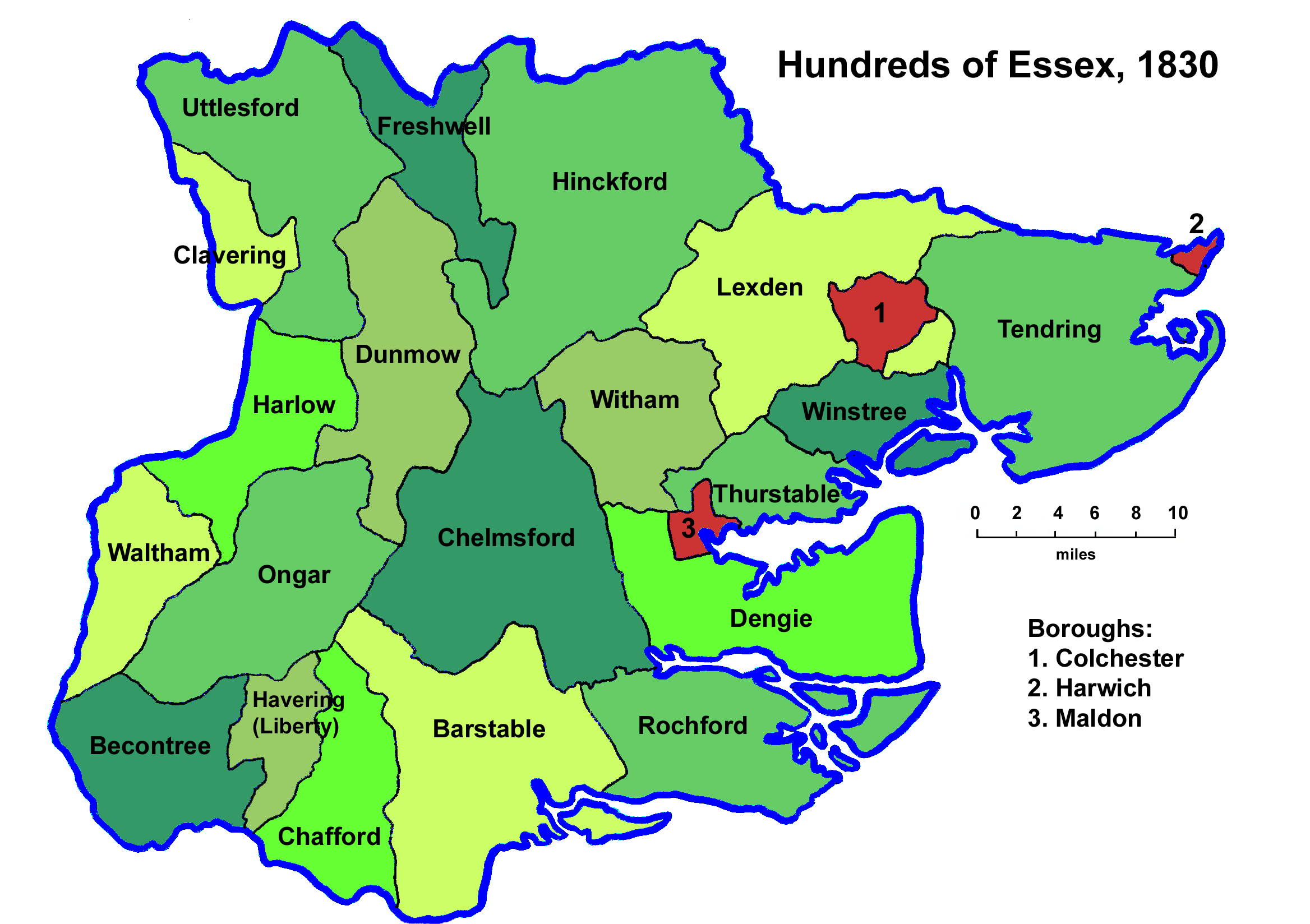
Els hundreds d'Essex que es van mantenir fins al 1830.

El nom del comtat procedeix de l'època anglosaxona, quan volia dir «la regió dels saxons de l'est». Essex va ser un regne establert per colons procedents del centre d'Europa, el mateix grup ètnic que va colonitzar Middlesex, Sussex i Wessex. El Regne d'Essex apareix per primera vegada en documents l'any 527, i ocupava un territori al nord del riu Tàmesi, incloent el que més endavant s'anomenaria Middlesex i també gran part del que seria Hertfordshire; posteriorment la seva extensió quedaria reduïda a les terres a l'est del riu Lea.
Colchester, situada al nord del comtat és la ciutat més antiga de l'illa de la Gran Bretanya, fundada anteriorment a la conquesta romana i ja estava prou desenvolupada com per encunyar la seva pròpia moneda. L'any 824, després de la batalla d'Ellandun, els regnes saxons de l'est i del sud, més el regne dels juts de Kent van ser absorbits pel regne dels saxons de l'oest, que van estar governats per un sol sobirà en l'època del rei Egbert, avi del rei Alfred el Gran. Abans de l'arribada de Guillem el Conqueridor, els saxons de l'est formaven part d'Anglaterra i, quan aquest rei es va establir al tron, Essex va esdevenir un comtat.
Des de l'època medieval el comtat va estar organitzat en 19 hundreds més la ciutat lliure de Havering, que es va crear com a escissió de Becontree:
- Barstable
- Becontree
- Chafford
- Chelmsford
- Clavering
- Dengie[a]
- Dunmow
- Freshwell
- Harlow
- Liberty of Havering[b]
- Hinckford
- Lexden
- Ongar
- Rochford
- Tendring
- Thurstable
- Uttlesford
- Waltham
- Winstree
- Witham

Durant el període medieval, gran part d'Essex va ser designada bosc reial, cosa que implicava estar sotmès a la llei dels boscos reials. Al començament aquesta designació abastava gairebé tot el comtat, però des del 1204 la zona es va reduir quan el territori al nord de Stanetreet va ser desforestat. Gradualment el territori subjecte a la llei de boscos reials va minvar, però durant un temps va incloure els boscos de: Becontree, Chelmsford, Epping, Hatfield, Ongar i Waltham.
El Consell del Comtat d'Essex és un organisme que es va crear l'any 1889. Dins del comtat cerimonial hi ha hagut algunes divisions administratives que no depenien del consell del comtat sinó que eren autoritats unitàries: West Ham (1889–1965), Southend-on-Sea (1914–1974) i East Ham (1915–1965). Hi ha 12 viles (boroughs) i districtes que tenen serveis descentralitzats amb relació a: escombraries, reciclatge i activitats culturals.
Hi ha unes quantes parròquies civils que han estat transferides a l'administració d'altres comtats. Abans del 1889, algunes petites àrees, de la rodalia Bishops Stortford and Sawbridgeworth, van passar a Hertfordshire. L'època dels canvis substancials va ser entre el segle xix i el XX: parts d'Helions Bumpstead, Sturmer, Kedington i Ballingdon-with-Brundon van ser transferides a Suffolk; Great Chishill, Little Chishill i Heydon van ser transferides a Cambridgeshire. Posteriorment, part d'Hadstock, part d'Ashton i part de Chrishall van ser transferides a Cambridgeshire i part de Great Horkesley va passar a Suffolk més altres petites parcel·les de terra que van passar als comtats veïns.
La frontera amb el Gran Londres es va establir el 1965 quan els comtats d'East Ham i West Ham més els municipis de Barking, Chingford, Dagenham, Hornchurch, Ilford, Leyton, Romford, Walthamstow i Wanstead, més els districtes de Woodford es van fusionar amb els barris de Londres Barking and Dagenham, Havering, Newham, Redbridge, Waltham Forest, per formar un nou comtat. Des de l'any 1994 Essex forma part de la regió administrativa de l'Est  i té estudis estadístics des del 1999.
L'any 1998 les viles de Southend-on-Sea i Thurrock van obtenir autonomia respecte del comtat d'Essex i van esdevenir autoritats unitàries. El servei de policia d'Essex cobreix tot el comtat administratiu més les dues autoritats unitàries. Les oficines del consell del comtat comparteixen l'edifici de l'ajuntament de Chelmsford. Anteriorment al 1938 el consell es reunia regularment a la ciutat de Londres, en una oficina situada a prop de Moorgate, ja que les connexions ferroviaries amb aquest punt ho van fer convenient. Actualment està format per 75 consellers, abans del 1965 el nombre de consellers arribava a més de 100. L'edifici on està ara, està catalogat des del 2007 com a part del patrimoni històric, data de la dècada del 1930 i és un dels pocs edificis d'art déco, el qual va ser un regal a la comunitat d'una rica família del sector tèxtil.

## Poblacions

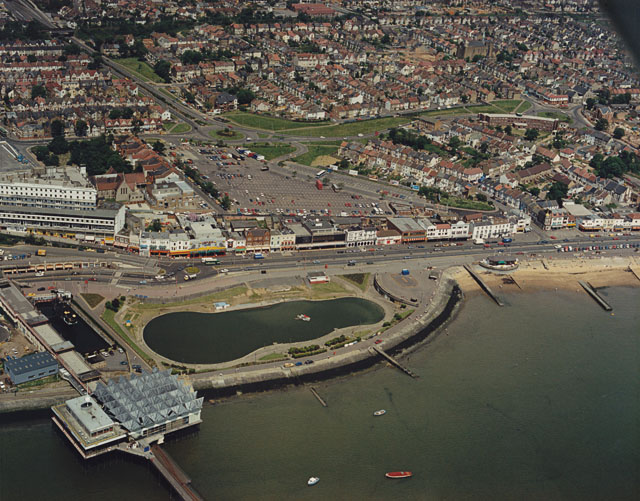
Vista aèria de Southend-on-sea

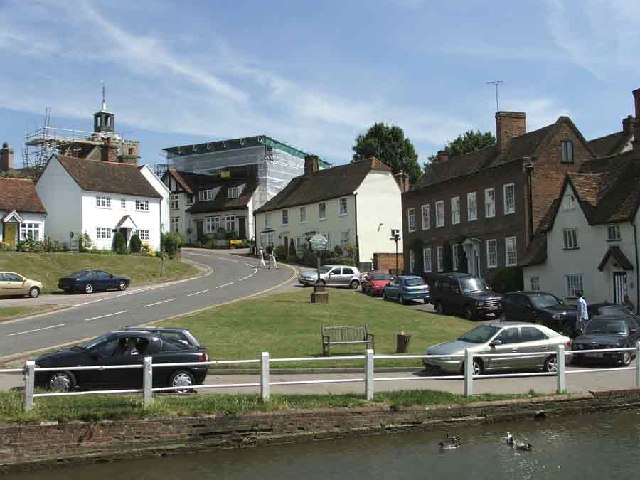
Finchingfield, districte de Braintree

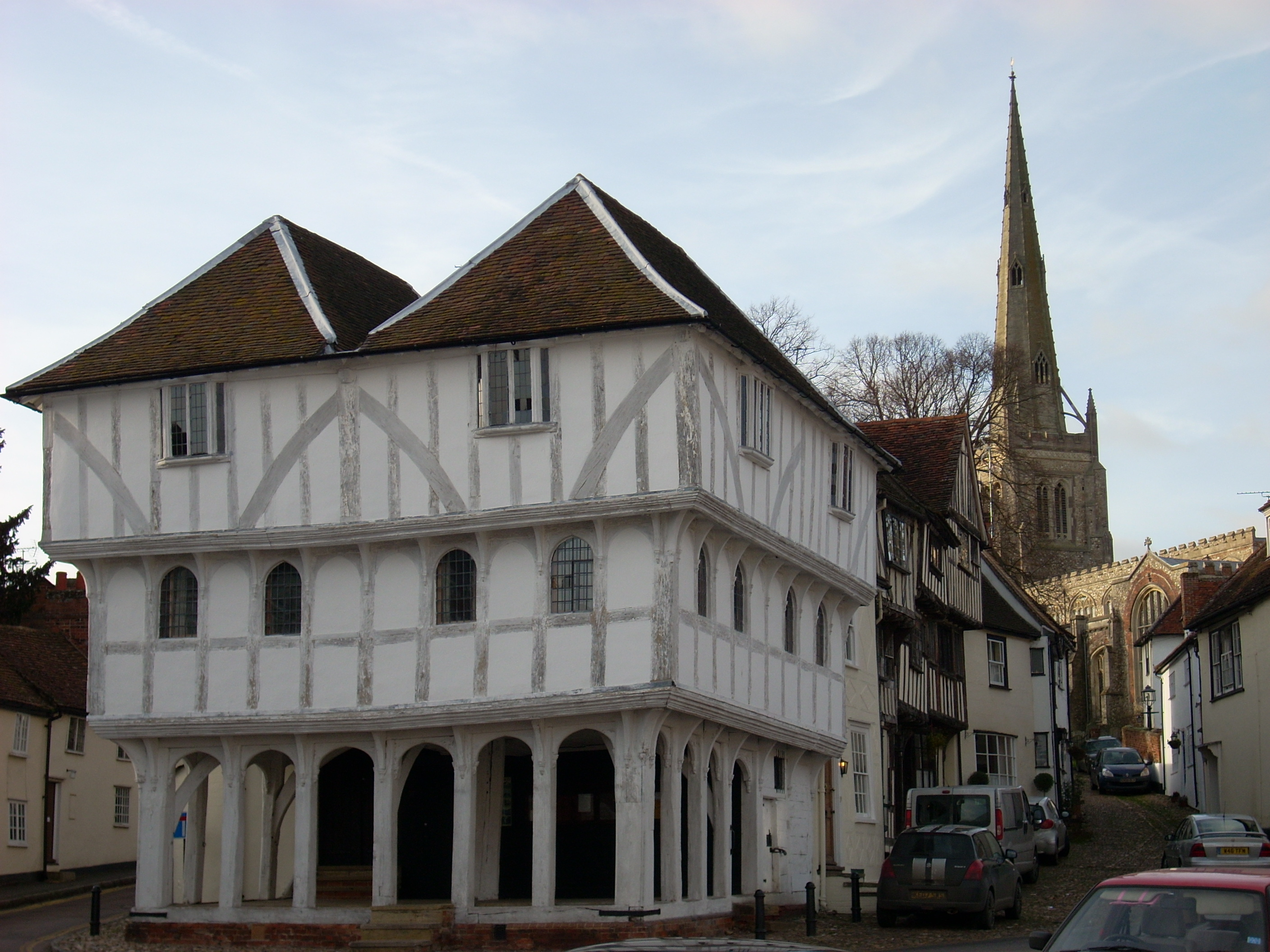
Antic saló gremial de Thaxted.

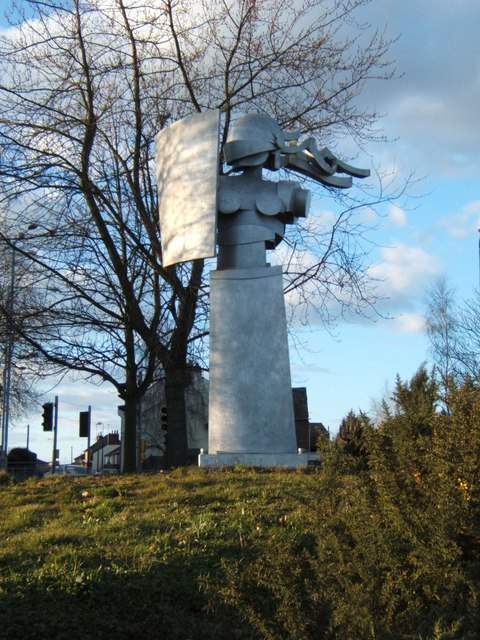
Monument a Boudica, Colchester.

El tipus de població que hi ha en aquest comtat és divers. El cinturó verd de la metròpoli és un espai natural planificat urbanísticament, que ha evitat amb eficàcia l'expansió de Londres dins del comtat, tanmateix, conté els nous municipis de Basildon i Harlow, que originàriament eren barris construïts per allotjar els londinencs que havien perdut casa seva durant els bombardeigs de la Segona Guerra Mundial. Els habitants d'aquestes noves ciutats no van perdre la connexió sentimental amb la capital i encara que Essex és el seu lloc de residència, sovint busquen feina a Londres o hi van de compres. Epping Forest també funciona com a barrera protectora que evita la continuïta d'aquesta expansió. A causa de la seva proximitat amb Londres i el magnetisme econòmic que exerceix aquesta ciutat, moltes poblacions d'Essex, els que estan a menor distància en tren, funcionen com a ciutats dormitori.
La zona del sud-est del comtat conté els centres de població més grans com Basildon. Southend i Thurrock, formen part de l'àrea de desenvolupament anomenada Portes del Tàmesi. Parts del sud-oest del comtat com Buckhurst Hill i Chigwell estan contigües al Gran Londres i, pel que fa a algunes estadístiques estan inclosos en aquella zona.
Una petita part del sud-oest (Sewardstone), és l'únic assentament fora del Gran Londres que té un codi postal com si fos un districte de Londres (E4). Al nord del gran cinturó, amb l'excepció de les grans ciutats com Colchester i Chelmsford, el comtat és rural, format per petites ciutats, pobles i llogarets construïts amb materials tradicionals de fusta i maó, amb teulada feta de palla o de teula d'argila; un paisatge urbà semblant al d'East Anglia.
La següent llista mostra les ciutats amb més habitants del comtat, segons el cens del 2011.
- Southend-on-Sea (175.547 hab)
- Colchester (119.441 hab)
- Chelmsford (110.507 hab)
- Basildon (107.123 hab)
- Rayleigh (32.150 hab)
- Harlow (82.059 hab)
- Grays (66.843 hab)
- Bretwood (52.586 hab)
- Clacton-on-Sea (50.548 hab)
- Braintree (41.634 hab)
- Billericay (34.274 hab)
- Wickford (33.486 hab)
- Loughton (31.106)
- Witham (25.353 hab)
- Tilbury (12.450 hab)

## Economia

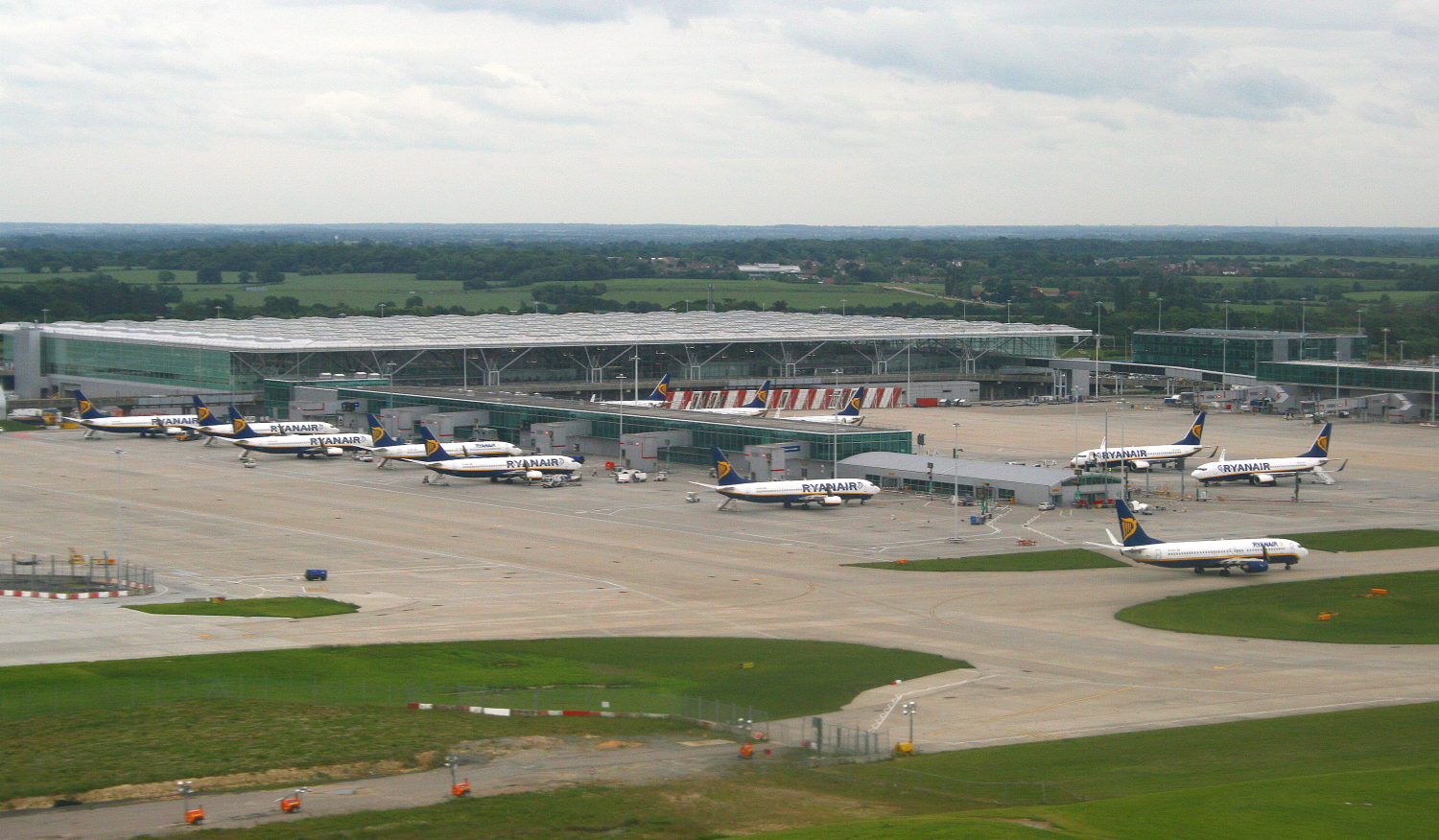
Aeroport de Londres Standsted, al nord-oest del comtat.

La indústria està localitzada al sud del comtat, mentre que a la resta domina la pagesia. Harlow és el centre on estan instal·lades empreses relacionades amb l'electrònica, la ciència i la indústria farmacèutica. Chelmsford va ser pionera en empreses electròniques, va ser la seu de la Marconi Company, i actualment té moltes empreses dedicades a les assegurances i a les finances, però també va ser coneguda per la fàbrica de begudes Britvic, que va tancar el 2015. A Basildons estan les oficines del New Holland Agriculture's i a Brentwood està la delegació britànica de l'empresa americana Ford. A Debden, a prop de Loughton, es produeixen bitllets ja sigui en lliures esterlines o en monedes d'altres països.
Altres negocis dominants al comtat són els relacionats amb l'enginyeria mecànica, metal·lúrgia, treball del vidre i plàstics. Colchester és una seu de l'exèrcit i l'economia local es veu afectada per les instal·lacions militars i el personal que hi viu. A Basildon estan les oficines de l'empresa americana de finances State Street Corporation, que depèn fortament de treballadors procedents de Londres. A Southend-on-Sea hi ha un parc d'atraccions temàtic, Adventure Island i té una economia basada en el turisme de costa, que es beneficia del ferrocarril de via ràpida que comunica amb dues estacions de Londres: la de Fenchurch Street i la de Liverpool Street.
Hi ha parts de l'est d'Essex que pateixen mancances, un dels districtes on hi ha més pobresa és el districte electoral (ward) de Clacton. segons els estudis fets el 2007, Jaywick va resultar ser la població amb més gent necessitada del sud d'Anglaterra. La taxa d'atur volta el 44% i moltes llars estan mancades d'algunes comoditats bàsiques. L'àrea de Brooklands, Grasslands, a Jaywick, és la tercera més deprimida d'Anglaterra, només dues àrees, una a Liverpool i l'altra a Manchester la superen. En contrast, l'oest i el sud-oest d'Essex són les més actives de la regió est d'Anglaterra, ja que formen part del cinturó de treballadors de Londres. Allà la classe mitjana és predominant i el nombre d'escoles privades és gran. L'any 2008, el Daily Telegraph va trobar que Brentwood i Ingatestone eren la dinovena i la catorzena més riques del Regne Unit.

## Trets culturals
L'escut heràldic del comtat porta tres navalles saxones (que més aviat semblen simitarres) sobre un fons rogenc. L'empunyadura de les navalles és daurat i la fulla platejada, i estan posades amb la part tallant cap amunt; aquest elements formen part de l'emblema del comtat des del 1932 i ja es feia servir per identificar els cavallers del regne saxó d'Essex. La primera referència escrita està en Restitution of Decayed Intelligence (obra de l'historiador Richard Verstegan, publicada a Anvers el 1605), on es diu que Erkenwyne, rei dels saxons de l'est portava aquestes armes dibuixades a l'escut. No hi ha cap altre text que doni suport a aquesta afirmació, que es considera incorrecta, ja que l'heràldica anglesa va néixer després de la conquesta normanda. John Speed, en la seva Historie of Great Britaine (1611) fa una descripció com la de Verstegan, però en la seva explicació diu que alguns heralds ja l'havien fet servir, sense esmentat el rei Erkenwyne.
Essex és coneguda pels judicis del costellam, que es fan a Dunmow cada quatre anys. Aquesta tradició consisteix en posar a prova una parella de casats per veure fins a quin punt es tenen devoció l'un a l'altre. Es creu que això va començar l'any 1104 quan hi havia un monestir de monjos agustins, fundat per lady Juga Baynard. El senyor d'aquelles terres, Reginald Fitzwalter i la seva esposa es van vestir amb robes humils, com les de qualsevol camperol, i es van presentar davant el prior a demanar la seva benedicció quan feia un any i un dia que eren casats. El prior, impressionat per la seva devoció, els va donar un costellam de porc. Quan ells van revelar qui eren en realitat, Fitzwalter va oferir donar les seves terres al priorat a condició que el costellam fos donat a una parella que tingués una devoció semblant. Al segle xiv els judicis del costellam ja tenien renom, William Langland, que va viure en la frontera amb Gal·les, els esmenta en un llibre del 1362 The Vision of Piers Plowman.
Existeix un estereotip relacionat amb aquest comtat, essex girl que s'identifica amb un tipus de dona promíscua i poc intel·ligent, i essex man un tipus d'home que representa la classe treballadora amb una ideologia política com la que va portar al govern Margaret Thatcher. Aquests estereotips culturals s'han vist reforçats amb un programa de televisió anomenat TOWIE (sigles de The Only Way Is Essex o «la manera com són els d'Essex»), que ha estat molt popular però també molt criticat.